# Nectaire de Vienne
Nectaire (Nectarius) est un évêque de Vienne de la fin de la première moitié du Ve siècle. Il est considéré comme saint de l'Église catholique romaine (célébré le 1er juillet). 

## Biographie
Nectaire (Nectarius, Nectari) est un évêque du diocèse de Vienne, présent dans le catalogue de l'évêque Adon de Vienne (799-875),,,.
On connaît peu de chose sur lui. L'historien Louis Duchesne (1894) auteur d'une étude sur les premiers évêques de Vienne ne fait que le mentionner. L'historien Ulysse Chevalier, dans sa Notice chronologico-historique sur les archevêques de Vienne (1879), reprend en partie la tradition.
Adon le plaçait sous le règne de l'empereur Constance II (337-361),. Il le mentionne ainsi :

« Florebat et tunc temporis Nectarius Viennensis episcopus, in doctrina fidei eximius, qui in Vasensi illa synodo venerabili primus interfuit et Patris et Filii et Spiritus sancti unam esse naturam et potestatem et deitatem et virtutem in ecclesia publice praedicauit et docuit.

Brillait aussi à cette époque Nectarius, évêque de Vienne, remarquable dans l'enseignement de la foi, qui présida le vénérable synode de Vaison, prêcha et enseigna publiquement dans son église que la nature du Père, et du Fils et du Saint-Esprit était Une ainsi que leur puissance, leur essence divine et leur vertu. »

— Adon, Chronique, VI,.
Ulysse Chevalier retient donc sa présence à ce synode de Vaison, vers 350. Claude Charvet, dans son Histoire de la sainte église de Vienne (1761), n'en dit rien.
Gérard Lucas, spécialiste des textes anciens et auteur d'une étude Vienne dans les textes grecs et latins (2018), analyse le texte et précise que « Le concile de Vaison auquel Adon fait référence n’est pas retenu dans la liste des conciles établie par C.J. Hefele, dans son Histoire des conciles. » Historiquement, seuls deux conciles sont retenus à Vaison, le premier 442 et le second en 529. L'auteur conclue sur cette lecture du texte « Adon est probablement à l’origine de la confusion, conséquence de sa chronologie fausse. »
Adon associe plus loin, dans sa Chronique, la mort de Nectaire avec « celle d'Hilaire de Poitiers, chantre de la lutte contre l’arianisme en Gaule, n'est peut-être pas simplement une coïncidence chronologique ; il fallait que Vienne comptât parmi ses évêques un champion de la lutte contre l’arianisme naissant », souligne Lucas.
Selon les sources, son prédécesseur, Claude, est attesté en 442 et son successeur Nizier en 449, d'où son épiscopat, court, entre ces deux dates.

## Culte
Charvet (1761) et Chevalier (1879), suivant les Bollandistes, indiquaient que sa mémoire était célébrée à Vienne le 1er août,,. Saint Nectaire figure au Martyrologe d'Adon et au Martyrologium Hieronymianum à la date du 5 mai, tout comme Nizier,,.
Il est désormais célébré, dans le diocèse de Grenoble-Vienne, le 1er juillet avec saint Martin ainsi que tous les saints évêques de Vienne.

## Voir également
- Notices d'autorité :   - VIAF
  - GND
- Liste des évêques et archevêques de Vienne (France)
- Liste des saints du diocèse de Grenoble